# Staropole (przystanek kolejowy)
Staropole – nieczynny przystanek kolejowy w Staropolu w województwie lubuskim, w Polsce.